# Juozas Gudelis
Juozas Gudelis (*  1. Oktoberjul. / 14. Oktober 1914greg.) war ein litauischer Fußballspieler.

## Karriere
Juozas Gudelis spielte in seiner Vereinskarriere mindestens von 1935 bis 1939 für SS Kovas Kaunas.
Im August 1935 debütierte der Stürmer in der Litauischen Fußballnationalmannschaft während des Baltic Cups 1935 im Eröffnungsspiel gegen den Gastgeber Estland. Mit der Auswahl nahm er in Jahren 1936, 1937 und 1938 drei weitere Male am Baltic Cup teil.
Von 1935 bis 1939 absolvierte Gudelis insgesamt 18 Länderspiele für die Litauische Nationalmannschaft und schoss dabei fünf Tore.

## Erfolge
mit Litauen:
- Baltic Cup: 1935